# Венцендорф
Венцендорф (нім. Wenzendorf) — громада в Німеччині, розташована в землі Нижня Саксонія. Входить до складу району Гарбург. Складова частина об'єднання громад Голленштедт.
Площа — 21,47 км2. Населення становить 1473 ос. (станом на 31 грудня 2021).